# Gran Premio di superbike di Jarama 1992
Il Gran Premio di Superbike di Jarama 1992 è stata la quinta prova su tredici del campionato mondiale Superbike 1992, è stato disputato il 21 giugno sul Jarama e ha visto la vittoria di Robert Phillis in gara 1, mentre la gara 2 è stata vinta da Doug Polen.
Il campionato mondiale Superbike torna per la seconda volta in stagione a disputare una prova in Spagna dopo quella iniziale ad Albacete; in questo caso la gara viene corsa sotto le insegne di Andorra, un po' come accade per la prova di San Marino che viene disputata su un circuito italiano.

## Risultati

### Gara 1

#### Arrivati al traguardo[3]
| Pos. | Nº | Pilota               | Motocicletta | Tempo     | Griglia | Punti |
| ---- | -- | -------------------- | ------------ | --------- | ------- | ----- |
| 1º   | 3  | Robert Phillis       | Kawasaki     | 39:16.216 | 7º      | 20    |
| 2º   | 2  | Raymond Roche        | Ducati       | +0:13.274 | 8º      | 17    |
| 3º   | 9  | Giancarlo Falappa    | Ducati       | +0:13.732 | 5º      | 15    |
| 4º   | 48 | Daniel Amatriaín     | Ducati       | +0:14.096 | 4º      | 13    |
| 5º   | 7  | Carl Fogarty         | Ducati       | +0:15.775 | 3º      | 11    |
| 6º   | 13 | Aaron Slight         | Kawasaki     | +0:29.417 | 11º     | 10    |
| 7º   | 61 | Christer Lindholm    | Yamaha       | +0:36.615 | 19º     | 9     |
| 8º   | 10 | Davide Tardozzi      | Ducati       | +0:36.816 | 21º     | 8     |
| 9º   | 8  | Baldassarre Monti    | Honda        | +0:37.089 | 9º      | 7     |
| 10º  | 34 | Piergiorgio Bontempi | Kawasaki     | +0:40.991 | 13º     | 6     |
| 11º  | 55 | Jéhan D'Orgeix       | Kawasaki     | +0:44.582 | 22º     | 5     |
| 12º  | 43 | Richard Arnaiz       | Honda        | +0:44.781 | 15º     | 4     |
| 13º  | 15 | Jari Suhonen         | Yamaha       | +0:47.612 | 14º     | 3     |
| 14º  | 39 | Fabrizio Furlan      | Ducati       | +0:48.415 | 20º     | 2     |
| 15º  | 12 | Jeffry de Vries      | Yamaha       | +0:55.344 | 18º     | 1     |
| 16º  | 40 | Antonio García       | Yamaha       | +1:03.548 | 16º     |       |
| 17º  | 27 | Fred Merkel          | Yamaha       | +1:05.870 | 12º     |       |
| 18º  | 94 | Christophe Guyot     | Honda        | +1:20.442 | 25º     |       |
| 19º  | 11 | Udo Mark             | Yamaha       | +1:20.628 | 24º     |       |
| 20º  | 47 | Salvador Gálvez      | Yamaha       | +1 giro   | 26º     |       |
| 21º  | 63 | Walter Ammann        | Yamaha       | +1 giro   | 27º     |       |
| 22º  | 54 | Amador Pradas        | Kawasaki     | +1 giro   | 29º     |       |
| 23º  | 37 | Urs Zwicker          | Yamaha       | +1 giro   | 28º     |       |
| 24º  | 42 | João Ramada          | Ducati       | +1 giro   | 31º     |       |

#### Ritirati
| Nº | Pilota            | Motocicletta | Giri     | Griglia |
| -- | ----------------- | ------------ | -------- | ------- |
| 1  | Doug Polen        | Ducati       | +2 giri  | 1º      |
| 6  | Terry Rymer       | Ducati       | +12 giri | 10º     |
| 31 | Marc Longo        | Kawasaki     | +17 giri | 32º     |
| 4  | Stéphane Mertens  | Ducati       | +18 giri | 2º      |
| 49 | Mauro Lucchiari   | Ducati       | +18 giri | 23º     |
| 62 | Enrique Vilellas  | Honda        | +18 giri | 30º     |
| 5  | Fabrizio Pirovano | Yamaha       | +19 giri | 6º      |
| 46 | Virginio Ferrari  | Ducati       | +21 giri | 17º     |

### Gara 2

#### Arrivati al traguardo[4]
| Pos. | Nº | Pilota               | Motocicletta | Tempo     | Griglia | Punti |
| ---- | -- | -------------------- | ------------ | --------- | ------- | ----- |
| 1º   | 1  | Doug Polen           | Ducati       | 39:10.739 | 1º      | 20    |
| 2º   | 3  | Robert Phillis       | Kawasaki     | +0:04.970 | 7º      | 17    |
| 3º   | 5  | Fabrizio Pirovano    | Yamaha       | +0:06.597 | 6º      | 15    |
| 4º   | 4  | Stéphane Mertens     | Ducati       | +0:10.882 | 2º      | 13    |
| 5º   | 13 | Aaron Slight         | Kawasaki     | +0:35.564 | 11º     | 11    |
| 6º   | 2  | Raymond Roche        | Ducati       | +0:42.815 | 8º      | 10    |
| 7º   | 9  | Giancarlo Falappa    | Ducati       | +0:43.787 | 5º      | 9     |
| 8º   | 39 | Fabrizio Furlan      | Ducati       | +0:44.448 | 20º     | 8     |
| 9º   | 61 | Christer Lindholm    | Yamaha       | +0:44.700 | 19º     | 7     |
| 10º  | 8  | Baldassarre Monti    | Honda        | +0:44.936 | 9º      | 6     |
| 11º  | 34 | Piergiorgio Bontempi | Kawasaki     | +0:45.119 | 13º     | 5     |
| 12º  | 43 | Richard Arnaiz       | Honda        | +0:45.557 | 15º     | 4     |
| 13º  | 55 | Jéhan D'Orgeix       | Kawasaki     | +0:56.994 | 22º     | 3     |
| 14º  | 15 | Jari Suhonen         | Yamaha       | +0:57.613 | 14º     | 2     |
| 15º  | 40 | Antonio García       | Yamaha       | +1:05.435 | 16º     | 1     |
| 16º  | 94 | Christophe Guyot     | Honda        | +1:25.530 | 25º     |       |
| 17º  | 11 | Udo Mark             | Yamaha       | +1:25.766 | 24º     |       |
| 18º  | 47 | Salvador Gálvez      | Yamaha       | +1:34.478 | 26º     |       |
| 19º  | 63 | Walter Ammann        | Yamaha       | +1 giro   | 27º     |       |
| 20º  | 37 | Urs Zwicker          | Yamaha       | +1 giro   | 28º     |       |
| 21º  | 54 | Amador Pradas        | Kawasaki     | +1 giro   | 29º     |       |
| 22º  | 62 | Enrique Vilellas     | Honda        | +1 giro   | 30º     |       |

#### Ritirati
| Nº | Pilota           | Motocicletta | Giri     | Griglia |
| -- | ---------------- | ------------ | -------- | ------- |
| 42 | João Ramada      | Ducati       | +6 giri  | 31º     |
| 7  | Carl Fogarty     | Ducati       | +7 giri  | 3º      |
| 12 | Jeffry de Vries  | Yamaha       | +10 giri | 18º     |
| 49 | Mauro Lucchiari  | Ducati       | +14 giri | 23º     |
| 6  | Terry Rymer      | Ducati       | +15 giri | 10º     |
| 48 | Daniel Amatriaín | Ducati       | +21 giri | 4º      |
| 46 | Virginio Ferrari | Ducati       | +22 giri | 17º     |
| 27 | Fred Merkel      | Yamaha       | +23 giri | 12º     |
| 10 | Davide Tardozzi  | Ducati       | +23 giri | 21º     |